# Квасинина
Квасинина (пол. Kwaszenina) — колишнє село, а тепер — лісове селище Бещадського повіту Підкарпатського воєводства Республіки Польща, на прадавніх українських землях, у верхів’ях річки Вирва, притоки р. Вігор. 

## Історія
Першу згадку про село маємо в документі від 1511 року. Належало до маєтностей Гербуртів у складі Добромильського ключа. До 1772 року село входило Перемишльської землі Руського воєводства Королівства Польського.
У 1772 році після першого розподілу Польщі село відійшло до імперії Габсбургів, входило до провінції Королівство Галичини та Володимирії. Наприкінці XIX століття діяла також водяна лісопильня і вівся видобуток нафти. В 1880 р. було 666 жителів у селі та 4 у панському дворі.  В 1908 р. в селі було 940 жителів (908 українців і 32 євреї, не було жодного поляка).
Після розпаду Австро-Угорщини і утворення 1 листопада 1918 р. Західноукраїнської Народної Республіки це переважно населене українцями село Надсяння було окуповане Польщею. В 1921 р. вже було 164 житлові будинки і 1018 жителів (953 греко-католики, 19 римо-католиків і 45 юдеїв), для узаконення своєї окупації польська влада проголосила наявність лише 489 українців та появу звідкись 529 поляків. На 1.01.1939 в селі було 1220 жителів, з них 1140 українців-грекокатоликів, 25 поляків, 15 євреїв. Село входило до ґміни Добромиль Добромильського повіту Львівського воєводства.
Після початку Другої світової війни 13 вересня 1939 року війська Третього Рейху увійшли в село, та після вторгнення СРСР до Польщі 27 вересня увійшли радянські війська і Квасинина, що знаходиться на правому, східному березі Сяну, разом з іншими навколишніми селами відійшла до СРСР та ввійшла до складу утвореної 27 листопада 1939 року Дрогобицької області УРСР (обласний центр — місто Дрогобич).
З початком німецько-радянської війни 27 червня 1941 року село було зайняте військами вермахту. 28 липня 1944 року німці покинули цю територію. Від 13 серпня 1944 почалася примусова мобілізація українців до Червоної Армії.
В березні 1945 року Квасинину, як і весь Бірчанський район з районним центром Бірча, Ліськівський район з районним центром Лісько та західна частина Перемишльського району включно з містом Перемишль зі складу Дрогобицької області передано Польщі. 
Після виселення українців у СРСР та операції Вісла в селі не залишилося жодного жителя. В кінці 1960-х територія села разом з територіями інших навколишніх виселених сіл включена до відпочинкового комплексу Ради Міністрів.

### Церква
Церква св. Миколая була збудована в 1787 році, після виселення українців зруйнована. Була парафіяльною церквою Бірчанського деканату Перемишльської єпархії УГКЦ. В селі також був греко-католицький цвинтар, рештки якого знаходяться неподалік від місця колишньої церкви. 